# Свети Георги (защитена местност)
Вижте пояснителната страница за други значения на Свети Георги.
Свети Георги е защитена местност, разположена в рида Алабак, Западни Родопи. Заема площ от 5,7 ха в землището на Варвара. Създадена е на 11 март 1987 г., с цел опазване на естествено находище на блатно кокиче (Leucojum aestivum).
През 1986 г. учители и ученици от ОУ „Никола Вапцаров“ във Варвара правят проучване на местността и предлагат на Районна инспекция по опазване на природната среда – Пазарджик да бъде защитена. Описани са блатно кокиче, див чемшир, петров кръст, самодивско цвете, гръцка ведрица, момина сълза, синя и жълта тинтява.
В местността се намират останки от средновековен параклис, а през 2008 г. в местността е поставен 18-метров светещ кръст.